# Porto Vera Cruz
Porto Vera Cruz est une municipalité brésilienne située dans l'État du Rio Grande do Sul.